# Nyctibatrachus karnatakaensis
Nyctibatrachus karnatakaensis es una especie de anfibio anuro de la familia Nyctibatrachidae.

## Distribución geográfica
Esta especie es endémica del Parque Nacional Kudremukh en el estado de Karnataka, en el suroeste de la India. Se encuentra a unos 900 m de altitud en los Ghats occidentales.

## Descripción
Nyctibatrachus karnatakaensis mide de 52 a 84 mm.

## Etimología
Su nombre de especie, compuesto de karnataka y el sufijo latín -ensis, significa "que vive, que habita",y  le fue dado en referencia al lugar de su descubrimiento, el estado de Karnataka.

## Publicación original
- Dinesh, Radhakrishnan, Manjunatha Reddy & Gururaja, 2007 : Nyctibatrachus karnatakaensis nom. nov., a replacement name for the giant wrinkled frog from the Western Ghats. Current Science, Bangalore, vol. 93, p. 246-250.[6]
- Krishnamurthy, Manjunatha Reddy & Gururaja, 2001 : A new species of frog in the genus Nyctibatrachus (Anura: Ranidae) from Western Ghats, India. Current Science, Bangalore, vol. 80, p. 887-891.